# Kościół Wszystkich Świętych w Sierotach
Kościół Wszystkich Świętych w Sierotach – zabytkowy kościół katolicki znajdujący się w Sierotach w powiecie gliwickim w województwie śląskim. Jest kościołem parafialnym w dekanacie Toszek w diecezji gliwickiej.
Kościół znajduje się na Szlaku Architektury Drewnianej województwa śląskiego. W pobliżu kościoła przebiega także Szlak Zacharzowicki.

## Historia
Pierwsze wzmianki o Sierotach pochodzą z 1299 roku. Kościół istniał zapewne już w XIII wieku, natomiast obecny powstał w XV stuleciu (murowane prezbiterium z drewnianą więźbą 1427 r., drewniana nawa 1456–1457 r.). Od XV wieku do 1629 r. był wykorzystywany jako zbór protestancki. W XVII wieku wbudowano sygnaturkę w dachu prezbiterium, natomiast około 1775 r. zbudowano istniejącą do dziś wieżę, połączoną z nawą (wcześniejsza wieża znajdowała się obok kościoła). Kościół wielokrotnie odnawiano, m.in. w latach 1754 (naprawa ścian i dachu nawy), 1895, 1904, 1907, 1935 (odsłonięcie polichromii), 1959 oraz 2003–2006. W ramach ostatniego remontu odnowiono gotyckie polichromie oraz wykonano badania dendrologiczne, które pozwoliły określić daty budowy poszczególnych części kościoła. Badania te nie potwierdziły wymienianego w różnych opracowaniach pożaru w 1700 r.  Na  obecną  formę kościoła wpłynęło kilka inicjatyw budowlanych: dwie w epoce gotyku, w 1. i 2. połowie XV wieku, jedna w okresie renesansu, w 1. połowie XVI wieku, i przynajmniej dwie w czasie baroku, w 2. połowie XVIII wieku.

## Architektura i wnętrze

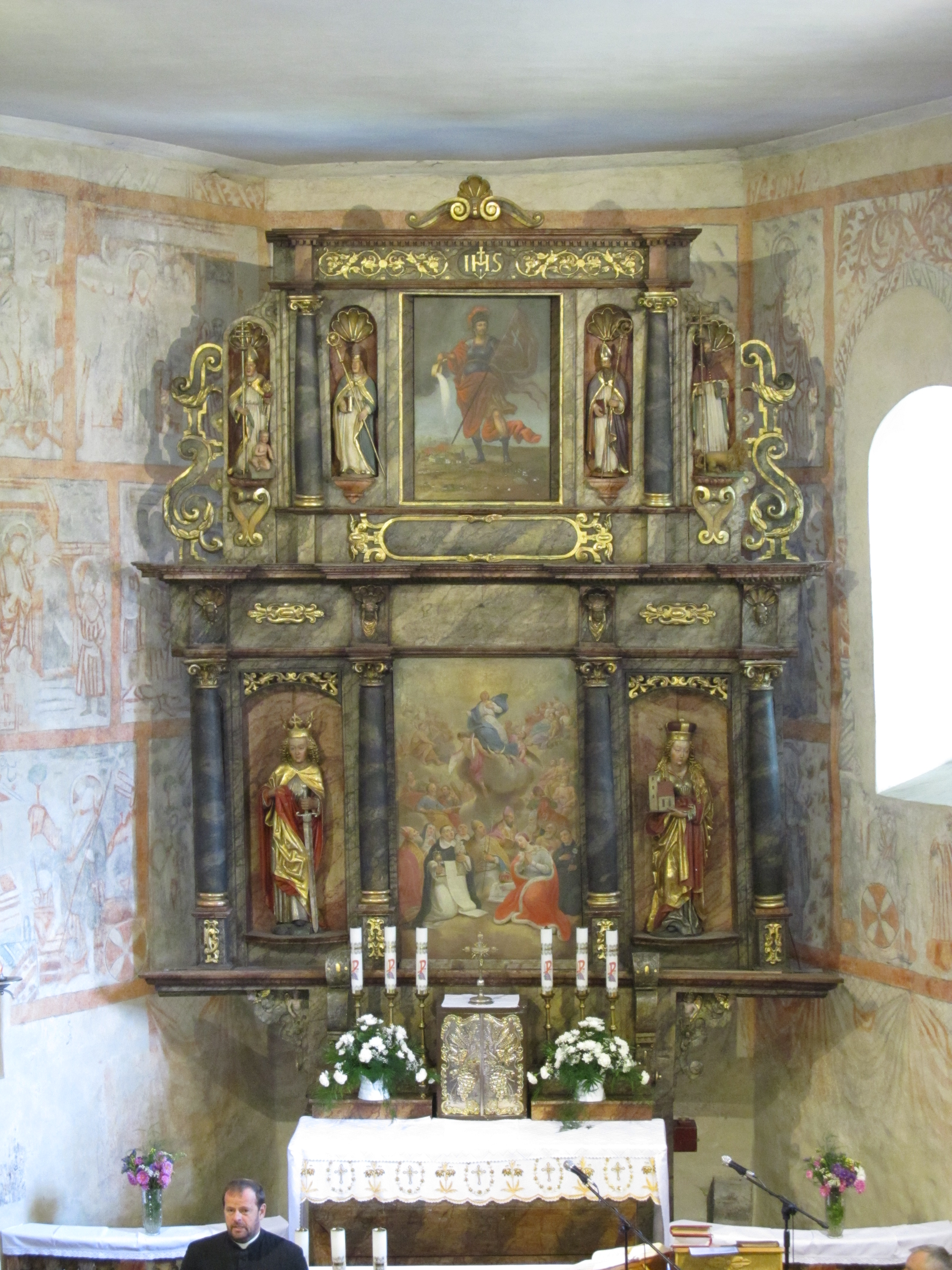
Ołtarz główny

Kościół orientowany. Prezbiterium i zakrystia murowane z kamienia i otynkowane, w górnej części loża kolatorska. Nawa drewniana, zbudowana z drewna jodłowego i dębowego o konstrukcji zrębowej, na planie prostokąta. Od strony zachodniej do nawy dobudowana jest wieża z drewna sosnowego o konstrukcji słupowej, w której znajduje się dzwon pochodzący z około 1500 r. Wszystkie dachy kościoła pokryte są zewnątrz gontem. Nad prezbiterium wieżyczka na sygnaturkę.
Na chórze znajdują się XVIII-wieczne organy, pochodzące z Zimnic Wielkich. Polichromie pochodzą z roku 1470 lub 1479; zostały one odsłonięte w latach 1935–1936 i odrestaurowane w okresie powojennym. Ołtarz główny jest późnorenesansowy (1622 r.) i zawiera obraz Matki Boskiej Królowej Niebios wraz ze św. Jackiem i św. Jadwigą. Nad ołtarzem obraz z początku XVIII wieku, przedstawiający pożar płonącej wsi i kościoła uchronionego przed spaleniem przez św. Floriana. Ołtarze boczne z XIX wieku, neobarokowe. W ołtarzu lewym obraz Matki Boskiej z Dzieciątkiem, w prawym - św. Józefa z Dzieciątkiem. Ambona z XVIII wieku, barokowa, z baldachimem z XIX wieku. Chrzcielnica klasycystyczna, z XIX wieku. Z kościoła pochodzą także rzeźby Matki Boskiej i św. Józefa (ok. 1480 r.) oraz Matki Boskiej z Dzieciątkiem (ok. 1500 r.), znajdujące się obecnie w Pocysterskim Zepole Klasztorno-Pałacowym w Rudach.

## Otoczenie
Kościół znajduje się na cmentarzu, otoczonym murem z kamienia z XVIII wieku. Przy prezbiterium groby księży i ich rodziców. W pobliżu kościoła krzyż "Boża Męka" (1892 r.) oraz pomnik upamiętniający poległych w obu wojnach światowych.